# Shing Chung Chan
Shing Chung Chan (tên tiếng Trung: 陳成忠) là một vận động viên người khuyết tật người Hồng Kông, thi đấu trong các nội dung chạy nước rút hạng C8.
Chan đã thi đấu trong bốn kỳ Thế vận hội dành cho người khuyết tật và giành được 5 huy chương, 4 trong số đó thuộc về các nội dung tiếp sức. Giải đấu đầu tiên của ông là vào năm 1988, ông tham gia các nội ding chạy 200m và nhảy xa và giành được huy chương đồng trong nội dung chạy tiếp sức 4 × 100 m. Tại Thế vận hội dành cho người khuyết tật 1992, ông giành được huy chương bạc nội dung chạy 100m và thi đấu nội dung chạy tiếp sức 4 × 100 m. Thế vận hội dành cho người khuyết tật 1996 đã giúp ông lập kỷ lục thế giới khi ông là thành viên của đội chạy tiếp sức 4 × 100 m của Hồng Kông, anh cũng thi đấu ở các nội dung chạy 100m và 200m. Giải đấu cuối cùng của ông vào năm 2000, giải đấu mà ông giành được 2 huy chương đồng, và cũng là thành viên của đội chạy tiếp sức 4 × 100 m và 4 × 400 m của Hồng Kông, thi đấu ở nội dung chạy 100m.